# Zum drey Schwanen (Bad Lauchstädt)

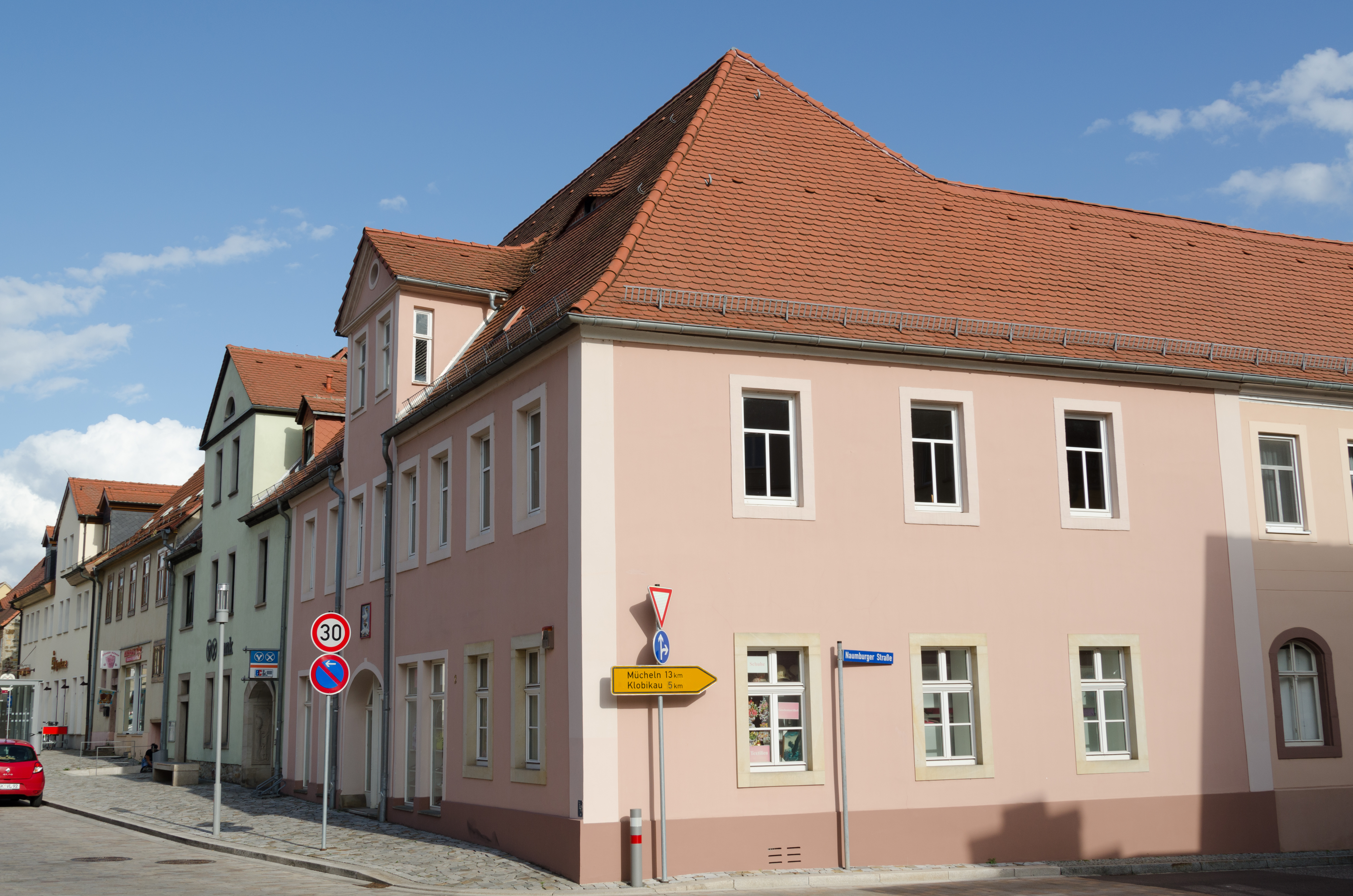
Ehemaliger Gasthof Zum drey Schwanen

Der Gasthof Zum drey Schwanenen ist ein denkmalgeschützter Gasthof in der Stadt Bad Lauchstädt in Sachsen-Anhalt. Im örtlichen Denkmalverzeichnis ist der Gasthof unter der Erfassungsnummer 094 20631 als Baudenkmal verzeichnet.
Bei dem Gebäude mit der Adresse Markt 2 in Bad Lauchstädt handelt es sich um den ehemaligen Gasthof Zum drey Schwanen. Das Aussehen des Gebäudes ist vom Barock geprägt. Das Gebäude wird heute als Geschäftsgebäude genutzt, das Namensgebende Hauszeichen ist aber noch vorhanden. Das Hauszeichen zeigt drei Schwäne, wobei einer der Schwäne auf den Schnäbeln der anderen steht und enthält die Inschrift Zum drey Schwanen.